# Tropischer Sturm Karl (2016)
Der Tropische Sturm Karl war ein Sturm mit geringen Auswirkungen auf Bermuda und die Kapverdischen Inseln. Er war der 11. benannte Sturm der Atlantischen Hurrikansaison 2016. Karl formte sich aus einer tropischen Welle, die am 12. September vor Afrika entstand. Die weitere Entwicklung des Sturms wurde im Stadium einer tropischen Depression von Windscherungen unterbrochen. Dennoch wurde Karl zwischenzeitlich wegen der hohen Gewitteraktivität als tropischer Sturm klassifiziert. Karl bewegte sich westlich des Atlantiks, während er die meiste Zeit mit Windscherungen und feuchter Luft zu kämpfen hatte. Zwischenzeitlich wurde er zu einer tropischen Depression herabgestuft. Am 22. September schwächten sich diese Windscherungen ab und Karl entwickelte sich in seinem Höhepunkt als tropischer Sturm am 24. September. Er näherte sich während dieser Zeit Bermuda, bevor er seinen Weg Richtung Nordwesten fortsetzte und am nächsten Tag außertropisch weiter zog.
Den größten Einfluss hatte das System hauptsächlich auf den Kapverdischen Inseln während des Vorstadiums und in Bermuda, wo keine Todesfälle gemeldet wurden und nur ein kleiner Schaden entstand.

## Sturmverlauf

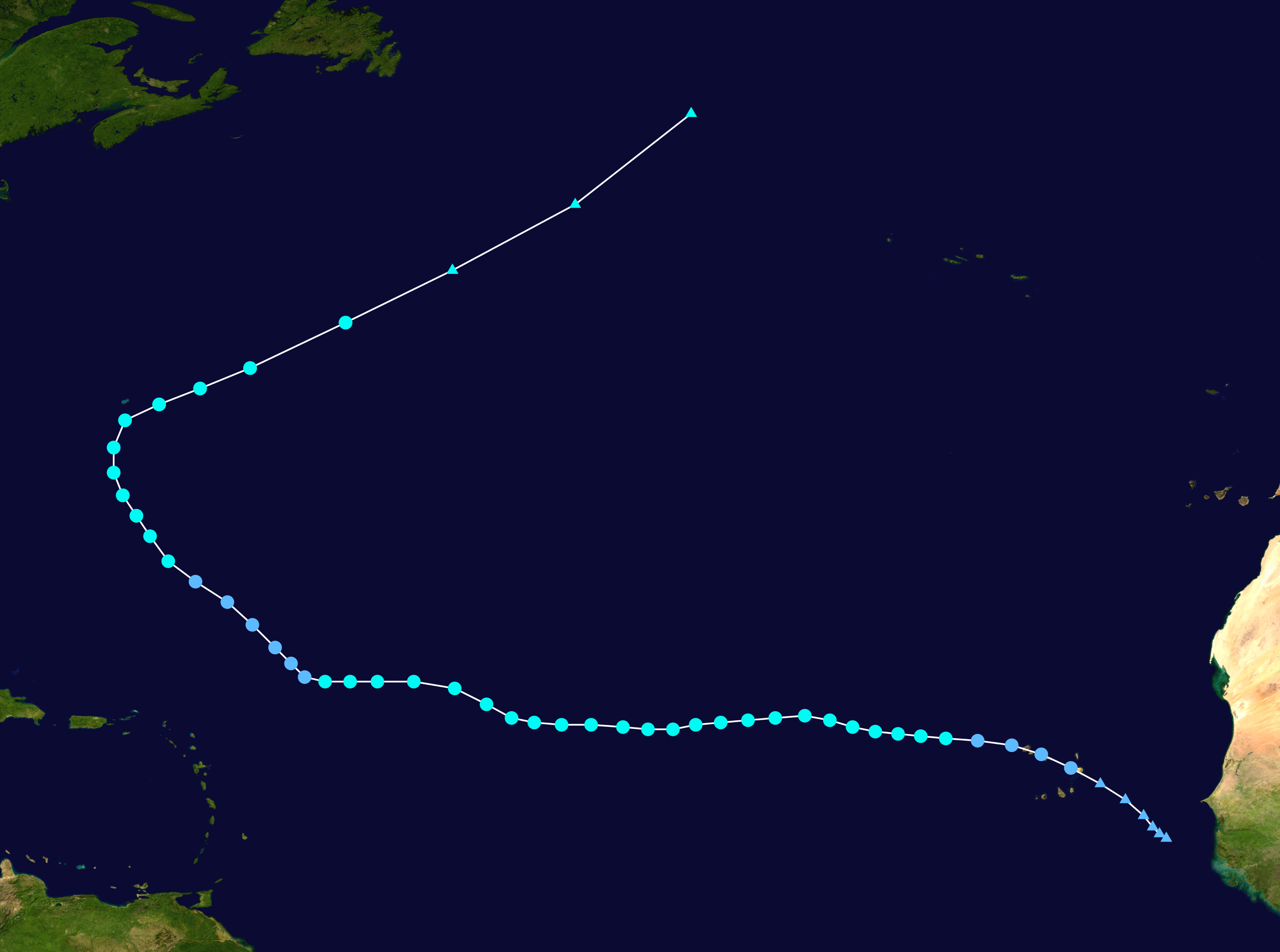
Laufbahn des tropischen Sturms Karl

Am 12. September hat das Nationale Hurrikan Center (National Hurricane Center, NHC) begonnen, eine tropische Welle zu beobachten, die begann, sich vom Ufer Westafrikas fortzubewegen. Der Sturm begann sich zu organisieren und gegen 15:00 Uhr UTC des 14. September wurde er als tropische Depression klassifiziert. Es wurde lediglich eine schwache Entwicklung auf Grund von westlichen Windscherungen prognostiziert. Am 15. September wurde ein enormer Anstieg der Gewitteraktivität festgestellt, sodass die tropische Depression als Tropischer Sturm Karl klassifiziert wurde.
Anfangs wurde für Karl prognostiziert, dass er sich nach der Klassifizierung zu einem tropischen Sturm schnell wieder zu einer tropischen Depression abschwächen würde. Der Sturm schaffte es dennoch, sich als tropischer Sturm in sturm-feindlichen Bedingungen weiterzuentwickeln. Karl kämpfte in den anschließenden Tagen um eine Intensivierung, bis am 21. September eine nahe Windscherung Karl zu einer tropischen Depression abschwächen ließ. Der Sturm hatte immer noch eine geschlossene Zirkulation. Die Modelle verfehlten die Vorhersagen der Windscherung, die Karl zusetzte. Karl verblieb weiter als tropische Depression für eineinhalb Tage, bis er begann, Richtung Nordwesten weiterzuziehen. Die Windscherung schwächte am 22. September ab und Karl entwickelte sich wieder zu einem tropischen Sturm.
Der Sturm zog weiter Richtung Nordwesten und anschließend Richtung Norden. Währenddessen verstärkte er sich ständig und organisierte sich besser, während er sich Bermuda näherte. Er machte anschließend eine nordöstliche Wende und erreichte den Nordosten der Insel, verschonte es aber weitestgehend. Karl erreichte sein Maximum bei 110 km/h (70 mph) und einem minimalen Druck von 988 millibar am 25. September und ging anschließend in ein außertropisches Tiefdruckgebiet über, als er den Süden Grönlands erreichte.

## Auswirkungen
Bermuda
Über 300 Personen waren von einem Stromausfall auf Grund eines Hauptlinie-Fehlers betroffen. Karl war lediglich für den Stromausfall von 30 Personen verantwortlich und die Schäden blieben relativ minimal. Die höchsten Windgeschwindigkeiten für Bermuda betrugen zwischen 55 und 84 km/h mit Böen von bis zu 100 km/h.
Vereinigte Staaten
Entlang der Ostküste der USA wurde starker Seegang aufgezeichnet, als Karl aufs Meer hinauszog.